# 蕾切尔·坎贝尔
蕾切尔·坎贝尔（英語：Rachelle Campbell，1956年10月30日—），加拿大女子田径运动员。她曾代表加拿大参加1975年泛美运动会田径比赛，获得一枚金牌。她也参加了1976年夏季奥运会。